# Ivan Wallenberg
Ivan Olov Wallenberg, född den 29 augusti 1917 i Hogräns församling, Gotlands län, död den 28 augusti 1990 i Berlin, var en svensk jurist.

## Biografi
Wallenberg avlade studentexamen i Visby 1937 och juris kandidatexamen vid Uppsala universitet 1941. Han genomförde tingstjänstgöring i Östersysslets domsaga 1942–1944. Wallenberg blev auditör vid Bergslagens artilleriregemente 1944, extra fiskal i Svea hovrätt 1945, tingssekreterare i Falu domsaga 1948 och assessor i Svea hovrätt 1952. Han var domare i Etiopien (ordförande i handelsavdelningen vid High Court och ledamot av Supreme Court) 1952–1955, byråchef i Justitieombudsmannaämbetet 1957–1962 och tillförordnad justitiekansler periodvis 1962–1964. Wallenberg var hovrättsråd i Svea hovrätt 1961–1975 och hovrättslagman där 1975–1982. Han var sekrerare i Statens nämnd för arbetstagares uppfinningar 1957–1965, ordförande i utredningen för översyn av bokföringslagen 1962–1964, ledamot av 1963 års juristkommission i Wennerströmaffären, skiljeman i Världsbankens International Centre for Settlement of Investments Disputes från 1967 och förlikningsman enligt konventionen 1969 om traktaträtten från 1980. Wallenberg var vicepresident i Högsta restitutionsdomstolen i Berlin 1964 och president där från 1965. Han blev riddare av Nordstjärneorden 1961. Wallenberg vilar på Hogräns kyrkogård.